# پروی آزاد
پروی آزاد (اسپانیایی: Perú Libre‎)(به اسپانیایی: Perú Libre)، با نام رسمی حزب سیاسی ملی پروی آزاد (به اسپانیایی: Partido Político Nacional Perú Libre)، یک حزب سیاسی مارکسیست در پرو است. این حزب که در سال۲۰۰۸ به عنوان جنبش منطقه ای سیاسی آزاد پرو تأسیس شد، به طور رسمی به عنوان یک سازمان ملی در فوریه۲۰۱۲ با نام لیبرتارین پرو تأسیس شد. این حزب در ژانویه۲۰۱۶ به عنوان یک حزب سیاسی ثبت شد و در ژانویه۲۰۱۹ نام فعلی خود را، پروی آزاد، انتخاب کرد. نامزد ریاست جمهوری آن، پدرو کاستیو، در انتخابات سراسری پرو در سال ۲۰۲۱ در برابر کیکو فوجیموری، نامزد حزب نیروی مردمی پیروز شد. پرو آزاد با ۲۲ کرسی از مجموع ۱۳۰ نماینده، دومین فراکسیون کنگره پرو است . در مقابل مخالفان یک فراکسیون بزرگتر به رهبری حزب اقدام مردمی تشکیل داده اند ، و در کنگره اکثریت را حائز هستند. پرو آزاد در انجمن سائوپائولو، که کنفرانس احزاب چپ در قاره آمریکا است نیز شرکت می کند.